# سورن صافاریان (نقاش زاده ۱۹۲۳)
سورن سارگسی صافاریان (ارمنی: Սուրեն Սարգսի Սաֆարյան؛  زادهٔ ۲۱ اوت ۱۹۲۳ - درگذشته ۲۲ آوریل ۱۹۸۸) نقاش اهل ارمنستان بود. وی از ۱۹۶۹ تا ۱۹۸۲ ریاست اتحادیه نقاشان ارمنستان را برعهده داشت.

## زندگی‌نامه
وی در ۲۱ اوت ۱۹۲۳ در باکو به دنیا آمد و از کالج دولتی هنرهای زیبای پانوس ترلمزیان (۱۹۴۲) و انستیتو دولتی هنری و نمایشی ایروان (۱۹۵۲) فارغ‌التحصیل گشت. سارگیس صافاریان پدر وی بود. وی عضو اتحادیه نقاشان ارمنستان بود. همچنین برندهٔ جوایزی همچون نشان پرچم سرخ کار، نشان جنگ میهنی (درجه یک)، نشان برجسته افتخار و نقاش مردمی ارمنستان شوروی (۱۹۷۷) شده است. وی در ۲۲ آوریل ۱۹۸۸ در سن ۶۴ سالگی در ایروان درگذشت و در آرامستان مرکزی ایروان (توخماخ) به خاک سپرده شد.

## نگارخانه

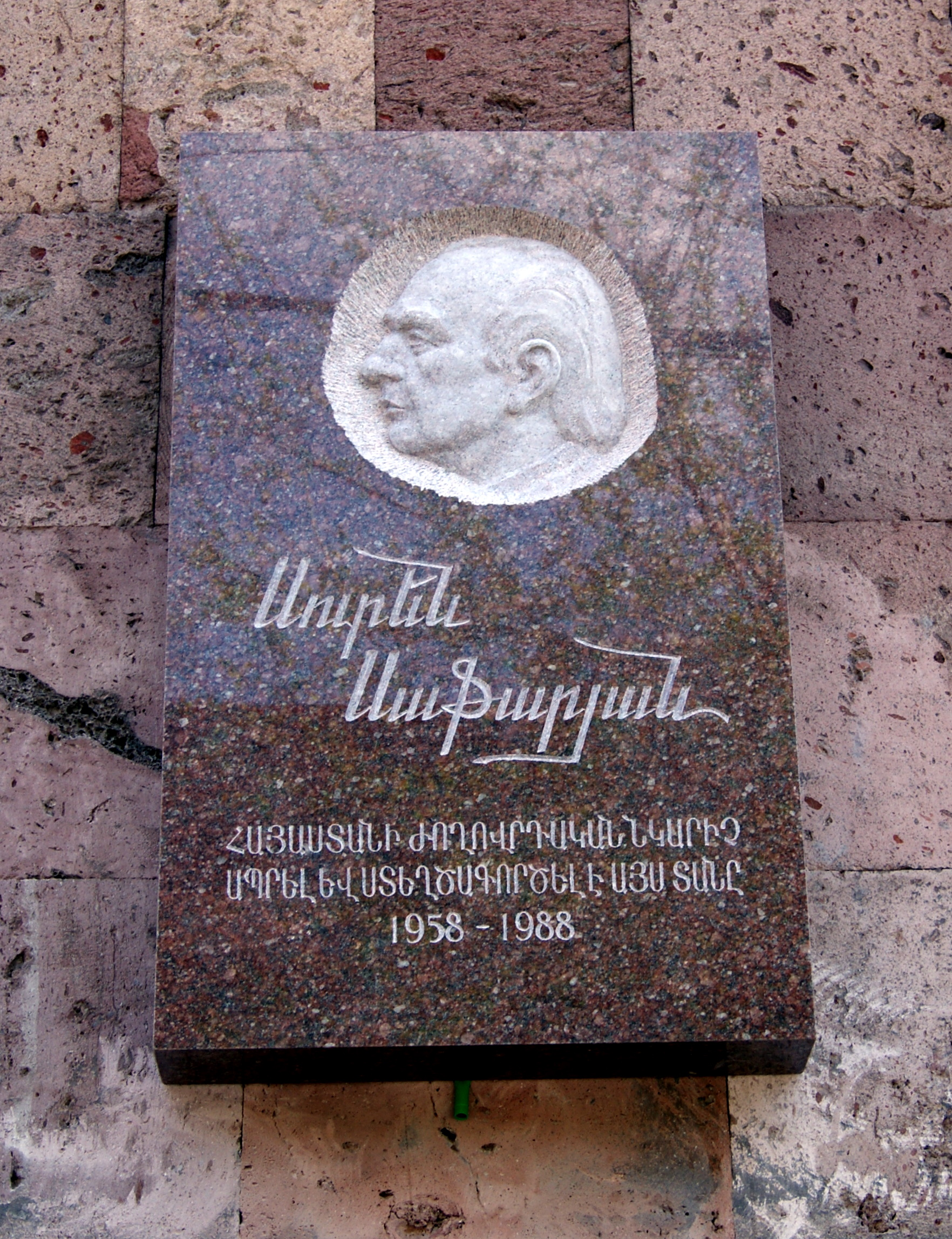
پلاک یادبود در خیابان کی‌یویان